# Carlo Magrassi
Carlo Enrico Maria Magrassi (Tortona, 2 febbraio 1955) è un generale e docente italiano, dal 2015 al 2018 Segretario generale della difesa.

## Storia
Nasce a Tortona nel 1955 e si arruola in aeronautica militare nel 1974 frequentando l'Accademia Aeronautica diventando pilota di caccia e prestando servizio presso il 21° gruppo di Cameri. In seguito presta servizio come pilota sperimentatore presso il reparto sperimentale di volo a Pratica di Mare sui velivoli Eurofighter Typhoon, AgustaWestland AW101, Panavia Tornado ed NHIndustries NH90.
Trasferito allo Stato Maggiore dell'Aeronautica ricopre l'incarico di responsabile della pianificazione e della dottrina e dal 1993 al 1994 è aiutante di volo del Segretario Generale della Difesa. Dal 1996 al 1997 comanda il reparto sperimentale volo per poi essere trasferito nuovamente allo Stato Maggiore dell'Aeronautica come Capo Ufficio Politica e Dottrina.
Dal 2000 al 2001 viene inviato a Washington per conseguire il master in "National Security Strategy" presso il National War College per poi al rientro divenire Capo Ufficio Cooperazione Internazionale. Dal 2003 al 2004 è vice capo del III° reparto del Segretariato Nazionale della Difesa, e nel dicembre dello stesso anno viene nominato Direttore degli Armamenti dell'Agenzia europea per la difesa mentre dal 2007 al 2010 è vice direttore esecutivo della strategia e responsabile dei rapporti istituzionali.
Dal 2011 al 2013 è vice comandante del Comando della squadra aerea.
Il 13 agosto 2013 diventa Capo di Gabinetto del Ministro della Difesa Mario Mauro rimanendo in carica sino al 21 maggio 2014 quando viene nominato consigliere militare del Presidente del Consiglio dei ministri Matteo Renzi terminando l'incarico l'8 ottobre 2015.
Il 9 ottobre 2015 assume l'incarico di Segretario generale della difesa e direttore nazionale degli armamenti rimanendo in carica sino all'8 ottobre 2018 mentre il 9 ottobre 2018 viene nominato consigliere del Ministro della Difesa per la politica industriale, il cambiamento e la cooperazione terminando l'incarico il 4 settembre 2019.
Dal 2022 è presidente della fondazione Fincantieri ed è docente aggiunto presso la Luiss Guido Carli.

### Complotto per pregiudicarne la carriera
Nel 2016 la Procura Militare di Roma ha aperto un fascicolo su Pasquale Preziosa, Giampaolo Miniscalco e Antonio Di Lella, dopo che hanno convocato ripetutamente il generale Domenico Abbenante, all'epoca direttore dell'Istituto di medicina aerospaziale dell'aeronautica, invitandolo ripetutamente a formulare giudizio di non idoneità al volo nei confronti del generale, lasciando intendere che se non lo avesse fatto avrebbe compromesso la propria carriera. I 3 verranno in seguito scagionati.

### Vita privata
È sposato ed ha un figlio.